# 宗道臣

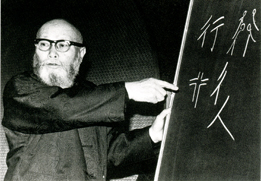
宗道臣

宗 道臣（そう どうしん、1911年（明治44年）2月10日 - 1980年（昭和55年）5月12日）は、日本の武道家、思想家、教育者、社会指導者、社会運動家、宗教家。日本の武道の一つである少林寺拳法の創始者であり、北少林義和門拳第21代正統継承者（事実上の古典的嵩山少林寺における最後の正統継承者）   姓名は中野 理男（なかの みちお）、中野 道臣（なかの みちおみ）を経て、最終的には宗 道臣を名乗った

## 経歴
1911年（明治44年）2月10日、岡山県英田郡江見村（現・美作市）に生まれる。1919年（大正7年）、義父が死亡し、1924年（大正12年）に家出し、祖父の住む満州へと移る。1926年（大正15年）母と妹が死亡、1927年（昭和2年）には妹と祖父が死亡、天涯孤独となる。1928年（昭和3年）、再び中国に渡り特務機関に従事。仕事の関係で十方叢林（道教の宗教専門学校）がある太清宮の陳良老師の弟子となる。
1930年（昭和5年）飛行隊に入隊するも、翌年心臓弁膜症と診断されて除隊となり、再度中国に渡って特務機関に従事。1933年（昭和8年）、当時北京に隠棲していた北少林義和門拳の文太宗老師の弟子となる。1936年（昭和11年）、嵩山少林寺で義和門拳の法脈継承の儀式を行い、伝法の允可を受けた。
1937年（昭和12年）満州の鉄路警護隊員、1939年（昭和14年）満州綏陽商工股長、1943年（昭和18年）満州綏陽商工会事務局長を歴任。
1945年（昭和20年）8月9日、東満州でソ連軍の攻撃に遭遇し、約1年をソ連軍軍政下の満州で過ごす。その生活の中で、「人、人、人、すべては人の質にある」と悟り、帰国後に祖国復興に役立つ人間を育成しようと決心する。1947年（昭和22年）10月25日、香川県多度津町に金剛禅総本山少林寺拳法を創立。ダルマが伝えたというインド伝来の阿羅漢之拳の秘技を教えつつ、釈尊の自己確立の教えとダルマの不撓不屈の精神を説き、自身の体験に基づく人生観や世界観を聞かせ、民族愛や郷土愛に根ざした民族意識と祖国愛を身につけた新しい人間を作ろうと企図した。
1950年（昭和25年）戸籍名を「理男」から「道臣」に改名。
1951年（昭和26年）宗教法人金剛禅総本山少林寺認証、1952年（昭和27年）禅林学院設立、1956年（昭和31年）日本少林寺武芸専門学校、1957年（昭和32年）全日本少林寺拳法連盟設立、1968年（昭和43年）禅林学園設立、1972年（昭和47年）国際少林寺拳法連盟発足、1974年（昭和49年）少林寺拳法世界連合結成など、少林寺拳法の組織を固める。 
1980年（昭和55年）5月、急性心不全のため、69歳で死去。

## 著書
- 『秘伝少林寺拳法』（光文社カッパ・ブックス、1963年・1983年 ISBN 9784334001919）
- 『少林寺拳法 その思想と技法』（日貿出版社、1971年）
- 『少林寺拳法教範』（日本少林寺拳法連盟、1976年）
- 『少林寺拳法入門』（徳間書店、1977年・1983年 ISBN 4195974542）
- 『少林寺拳法奥義』（東京書店、1995年・1998年 ISBN 4885746256）

## 主人公とした作品
- 千葉真一を主役（宗道臣役）として、1975年に映画化された。